# أدوار دلبرگ
أدوار دلبرگ (فرانسوی: Édouard Delberghe‎; ۴ اکتبر ۱۹۳۵ – ۱ سپتامبر ۱۹۹۴) دوچرخه‌سوار اهل فرانسه بود.
از باشگاه‌هایی که در آن رکاب زده‌است می‌توان به پلفورت–سوواژ–لوژان اشاره کرد.